# Saint-Robert-Bellarmin
Saint-Robert-Bellarmin är en kommun i provinsen Québec i Kanada. Den ligger i regionen Estrie, i den sydöstra delen av landet, 400 km öster om huvudstaden Ottawa.